# Justinus van der Brugghen

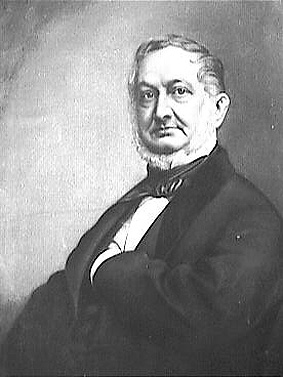
Justinus van der Brugghen

Justinus Jacob Leonard van der Brugghen (* 6. August 1804 in Nimwegen; † 2. Oktober 1863 in Ubbergen) war ein antirevolutionärer niederländischer Staatsmann. 1856 bis 1858 war er Vorsitzender des Ministerrats.
Nachdem van der Brugghen Privatunterricht von seiner Mutter erhalten hatte, besuchte er die Lateinschule in Nimwegen und studierte Rechtswissenschaften in Leiden, wo er 1826 promoviert wurde. Anschließend war er als Rechtsanwalt in Nimwegen tätig. Später wurde er Direktor einer Bank und Abgeordneter der Zweiten Kammer der Generalstaaten, ehe er 1856 bis 1858 Finanzminister und Vorsitzender des Ministerrats wurde. Bei der Zusammensetzung seines Kabinetts berücksichtigte er stark die Wünsche des Königs Wilhelm III.